# Ogawa (Nagano)
Ogawa (jap. 小川村, -mura) ist ein Dorf in Kamiminochi-gun im Norden der Präfektur Nagano auf der japanischen Hauptinsel Honshū. 
Ogawa ist Mitglied in der Vereinigung der „schönsten Dörfer in Japan“ (「日本で最も美しい村」連合, „Nihon de mottomo utsukushii mura“ rengō).

## Geographie
Ogawa hat eine Fläche von 58,07 km² und 3.139 Einwohner (Stand: 1. April 2009). 
Es ist ein Bergdorf im Nordwesten der Präfektur Nagano. Der Ortskern liegt auf 510 m über NN, jedoch erreichen die Höhenzüge im Norden des Gemeindegebietes Höhen von über 1.000 m über NN. Von Ogawa aus hat man bei klarem Wetter einen guten Blick auf das Hida-Gebirge. Benachbarte Kommunen sind die Großstädte (shi) Nagano und Ōmachi und das in Kitaazumi-gun befindliche Dorf Hakuba.

## Geschichte
Ogawa entstand am 1. April 1955 durch die Zusammenlegung der Dörfer Kitaogawa (Nordogawa) und Minamiogawa (Südogawa). Diese beiden Ortsteile entstanden als Kommunen am 1. April 1889.

## Verkehr
Der öffentliche Personennahverkehr wird über eine Buslinie bedient. Anschluss an das Eisenbahnnetz besteht nicht.
Durch den Nordwesten von Ogawa verläuft die Nationalstraße 406.

## Bildungseinrichtungen
In Ogawa gibt es eine Grund- und eine Mittelschule, die beide vom Dorf getragen werden.

## Weblinks

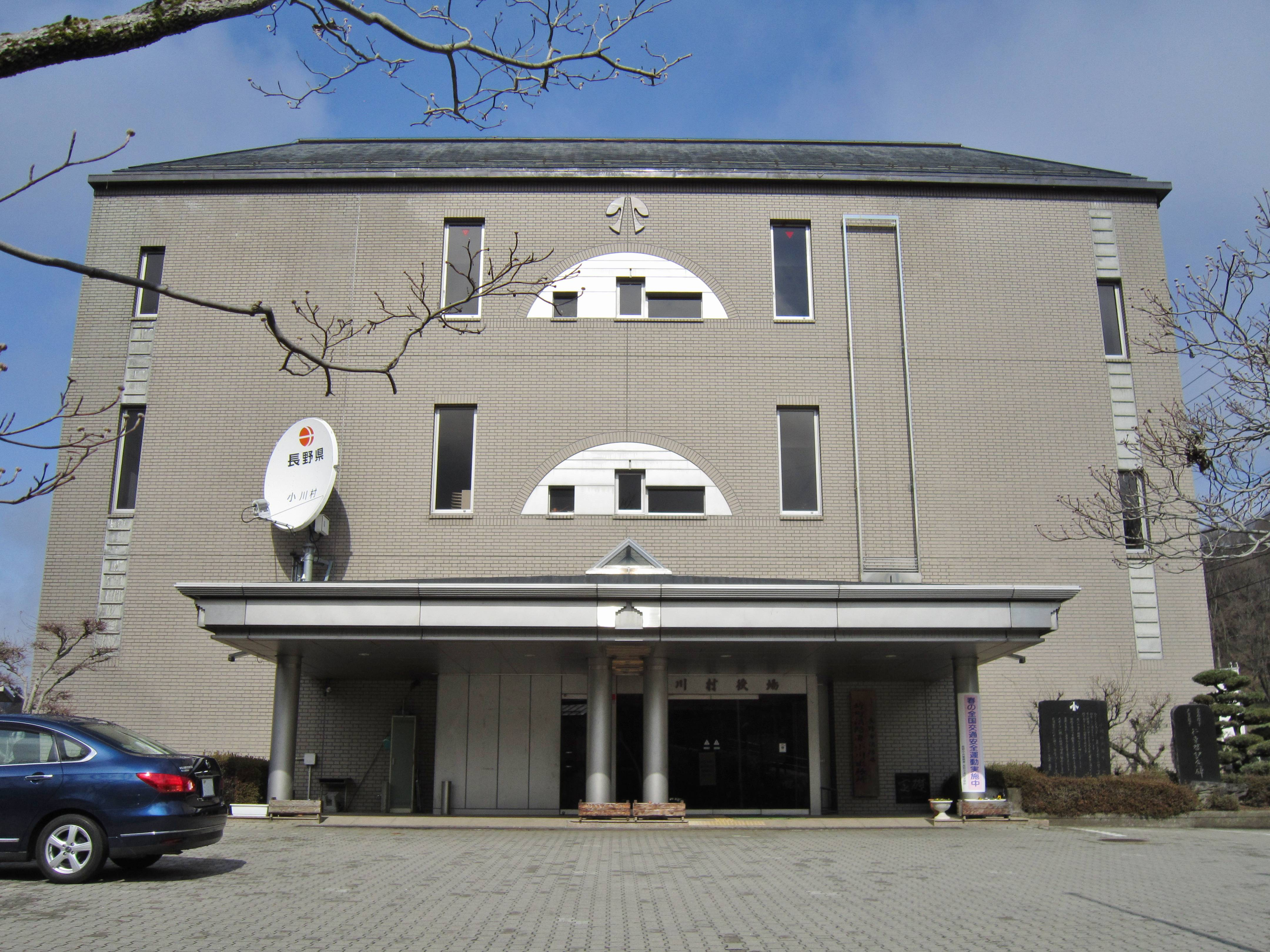
Rathaus

## Sehenswürdigkeiten
- Ōdō-Hochebene
- Ogawa-Observatorium

## Söhne und Töchter der Stadt
- Eiken Satō (* 1986), Springreiter
- Kenki Satō (* 1984), Springreiter